# كريستين وول
كريستين وول (بالإنجليزية: Kristen Wall)‏ هي مجدفة كندية، ولدت في 2 يونيو 1976 في فيكتوريا في كندا.

## وصلات خارجية
- كريستين وول على موقع الاتحاد الدولي للتجديف (الإنجليزية)
- كريستين وول على موقع اللجنة الأولمبية الدولية (الإنجليزية)
- كريستين وول على موقع أوليمبيديا (الإنجليزية)